# روث إبيروبرتس
روث إبيروبرتس (بالإنجليزية: Ruth apRoberts)‏‏ (1919 في فانكوفر - 26 مارس 2006 ) ناقدة أدبية من كندا.

## التعليم
تعلمت روث إبيروبرتس في:
- جامعة كولومبيا البريطانية
- جامعة كاليفورنيا، بركلي
- جامعة كاليفورنيا، لوس أنجلوس

## الجوائز
حصلت روث إبيروبرتس على الجوائز الآتية:
- زمالة غوغنهايم